# Anat Even
Anat Even (hebräisch ענת אבן; * 1960) ist eine israelische Regisseurin. Bekannt wurde sie vor allem durch ihre Dokumentarfilme.

## Leben
Anat Even studierte von 1982 bis 1984 Film und Kunst am UCLA in Los Angeles. Während dieser Zeit drehte sie Reportagen und Werbefilme für den amerikanisch-israelischen Sender Israel Today in Los Angeles. In den Jahren 1989/90 studierte sie an der Amerikanischen Universität Paris Französisch und Kunst. Während dieser Zeit und nach ihrer Rückkehr nach Israel arbeitete sie als Regisseurin für den israelischen Sender IBA und drehte Reportagen zu den Themengebieten Natur, Wissenschaft Kunst und Gesellschaft. Seit 1992 arbeitet sie als freie Drehbuchautorin, Regisseurin und Produzentin.

## Filmographie
- 1991: Education 2000
- 1994: Duda
- 1995: Positivos
- 1996: Avram’s Grocery Store
- 1996: Compromise / Pshara
- 2001: Asurot
- 2004: Mikdamot

## Auszeichnungen
- Mikdamot erhielt den 2. Preis, bester Film, Internationales Filmfestival Nyon 2005
- Mikdamot erhielt den Award Best of Short, Israeli Forum for Documentary Films 2005
- Asurot erhielt den Publikumspreis bester Dokumentarfilm, Ybor Festival, USA 2004
- Asurot erhielt eine besondere Erwähnung, Dokumentarfilm Festival Lissabon, 2002
- Asurot erhielt die Goldene Taube,  Internationales Film Festival Leipzig 2001
- Asurot erhielt den Preis der Ökumenischen Jury,  Internationales Film Festival Leipzig, 2001
- Asurot erhielt eine besondere Erwähnung, Internationales Film Festival Jerusalem (Wolgin Award), 2001